# خارطة أم راكان (مسلسل)
خارطة أم راكان، مسلسل درامي اجتماعي سعودي من إنتاج التلفزيون السعودي وعرض في 1 رمضان 1425هـ 
 15 أكتوبر 2004، م
من تأليف ليلى عبد العزيز الهلالي وإخراج عامر الحمود.

## بطولة
- عبير أحمد
- جعفر الغريب
- أسمهان توفيق
- سعاد علي
- عبد الرحمن العقل
- حمد المزيني
- زينب العسكري
- فايز المالكي
- حسن عسيري
- عبد العزيز الفريحي
- عوض عبد الله
- عمر الديني
- أميرة محمد
- ميس حمدان
- ناريمان عبد الكريم
- عبير عيسى
- حمد الرويعي
- عبد الرحمن العنزي

## وصلات خارجية
- صفحة المسلسل على السينما